# Egyptian Reggae
Egyptian Reggae is een instrumentaal nummer van Jonathan Richman & The Modern Lovers uit 1977.
In jaren 70 experimenteert Johathan Richman met verschillende muziekstijlen. Geïnspireerd op Noord-Afrikaanse en reggaemuziek komt hij met het instrumentale nummer "Egyptian Reggae", dat hij opneemt samen met de band The Modern Lovers waar hij op dat moment leiding aan geeft. De track wordt opgenomen op het album Rock 'n' Roll with the Modern Lovers.
Het nummer wordt, met "Roller Coaster by the Sea" als B-kant uitgebracht door het Californische platenlabel Beserkley Records en het wordt een wereldwijde hit. In zowel de Nederlandse Top 40 als de Vlaamse Ultratop 50 bereikt de plaat de tweede plaats en ook in Zwitserland, Duitsland, Oostenrijk en het Verenigd Koninkrijk wordt de hitlijst gehaald.
Hoewel Richman in eerste instantie beweert het nummer zelf geschreven te hebben, komt hij hier later op terug. Het nummer heeft zeer sterke overeenkomsten met "None Shall Escape the Judgement" van de Jamaicaanse muzikant Earl Zero uit 1973. In heruitgaves van "Egyptian Reggae" wordt Zero expliciet genoemd als mede-schrijver van het nummer.

## NPO Radio 2 Top 2000
| Nummer met noteringen in de NPO Radio 2 Top 2000 | '99  | '00  | '01  | '02-'03 | '04  |
| ------------------------------------------------ | ---- | ---- | ---- | ------- | ---- |
| Egyptian Reggae                                  | 1686 | 1432 | 1927 | -       | 1972 |

1. ↑  Een '-' betekent dat het nummer niet was genoteerd en een vetgedrukt getal geeft de hoogste notering aan.
2. ↑  Deze tabel is bijgewerkt tot en met de laatste editie (2024).